# スーザン・グリーンフィールド

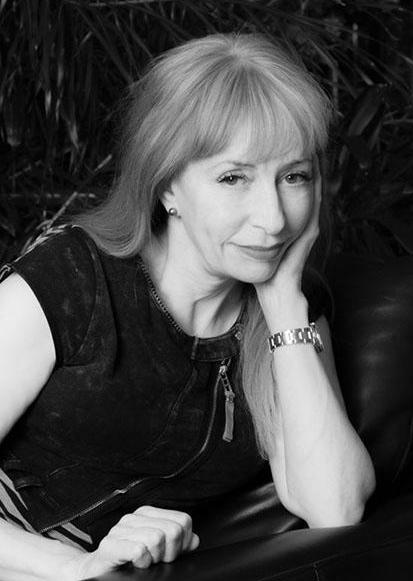
スーザン・グリーンフィールド

スーザン・グリーンフィールド（Susan Adele Greenfield, Baroness Greenfield CBE FRCP、1950年10月1日生まれ）はイギリスの神経科学者、著述家、ブロードキャスター、貴族院議員である。パーキンソン病やアルツハイマー病の治療などを研究した。一般向けの著書ではテクノロジーと脳の変質に関する著作などがある。

## 略歴
ロンドンのHammersmithに生まれた。父親はユダヤ人の機械技術者で、母親は電気技術者の娘で、ダンサーでキリスト教徒であった。はじめオクスフォード大学のセント・ヒルダズ・カレッジで哲学と心理学を学ぶが実験心理学に転じて卒業した 。研究者の道に進み、セント・ヒューズ・カレッジのスミス（Anthony David Smith）のもとで、1977年に脳脊髄液中の酵素、アセチルコリンエステラーゼの起源に関する研究で、学位（DPhil）を得た
。1981年から1984年の間は、オクスフォード大学のグリーン・カレッジの研究フェローとして働いた。
脳生理学、特にパーキンソン病やアルツハイマー病と脳のメカニズムを研究し、科学の普及に努め、脳科学に関する多くの著書を著し、定期的に公開講演を行い、ラジオやテレビにも出演した。1976年から学術誌に300あまりの論文を執筆した。
1994年にBBC放送が後援した王立研究所のクリスマス・レクチャーの講師に選ばれた最初の女性科学者となり、「脳の中心への旅」（"Journey to the centre of the brain"）のタイトルで講演を行った。1998年に王立研究所の研究室長（Director）に任じられるが、王立研究所の財政危機により2010年にこの職は廃止された。オクスフォード大学のリンカーン・カレッジの教職フェロー（Tutorial Fellow）などを務めた。1991年にオクスフォード大学の化学の教授、ピーター・アトキンス（Peter Atkins）と結婚するが2005年に離婚した。
1998年に王立協会から、大衆に科学を普及させた科学者、工学者に与えられるマイケル・ファラデー賞を受賞、2001年に大英帝国勲章（CBE）を受勲、2003年にはフランス政府からレジオンドヌール勲章を受勲した。

## 著作
- (1995). Journey to the Centers of the Mind: Toward a Science of Consciousness. San Francisco, California: W.H. Freeman. ISBN 0-7167-2723-4
- (1997). The Human Brain: A Guided Tour (Science Masters Series). New York: Basic Books. pp. 160 pages. ISBN 0-465-00726-0
- (2002). The Private Life of the Brain (Penguin Press Science). London, UK: Penguin Books Ltd. pp. 272 pages. ISBN 0-14-100720-6
- (2003). Tomorrow's People: How 21st Century Technology is Changing the Way we Think and Feel. London, UK: Allen Lane. pp. 304 pages. ISBN 0-7139-9631-5
- (2006). Inside the Body. London, UK: Cassell Illustrated. pp. 288 pages. ISBN 1-84403-500-X
- (2008). ID: The Quest for Identity in the 21st Century. London, UK: Sceptre. pp. 320 pages. ISBN 0-340-93600-2
- (2011). You and Me: The Neuroscience of Identity. London, UK: Notting Hill Editions. ISBN 978-1907903342
- (2013). 2121: A Tale from the Next Century. London, UK: Head of Zeus
- (2014). Mind Change: How 21st Century Technology is leaving its mark on the brain. London, UK: Random House
- A Day in the Life of the Brain: The Neuroscience of Consciousness from Dawn till Dusk